# Gesamtwerk
Der Ausdruck Gesamtwerk bzw. das aus dem Französischen entlehnte Œuvre (ursprünglich von lateinisch opera ‚Mühe‘, ,Arbeit‘) bezeichnet eine sachbezogene oder auch auf die Lebenszeit bezogene Gesamtheit der Produktion eines Menschen, der besondere kreative Leistungen in der Kunst, Wissenschaft oder Technik erbracht hat. Das Gesamtwerk eines Künstlers oder Autors umfasst auch Arbeiten, die nicht in seinem Werkkatalog verzeichnet sind, also etwa Skizzen und Studien zu einem Gemälde, einer Erzählung oder sonstigen Innovationen.
Ein im Buchhandel verlegtes literarisches Gesamtwerk wird Gesamtausgabe genannt. Es beinhaltet die ungekürzte Ausgabe sämtlicher Werke eines Autors oder eines bestimmten Genres (Dramen, Briefe und so weiter).

## Verwandte Begriffe
Ein Gesamtkunstwerk vereinigt verschiedene Kunstrichtungen (etwa Musik, Theater, bildende Kunst/Architektur und so weiter) zu einem harmonischen Ganzen.
Der Ausdruck Lebenswerk ist weiter gefasst und benennt sämtliche Leistungen eines Menschen, etwa in sozialen, künstlerischen oder wissenschaftlich-technischen Bereichen.